# Adamussium colbecki
Adamussium colbecki (лат.) — вид двустворчатых моллюсков. Эндемик антарктических вод. 
Населяет море Росса, море Уэдделла, море Дейвиса и Южный океан. Хотя вид имеет циркумполярное распространение, плотность распространения неодинакова. В некоторых местах зарегистрировано до 90 особей на м². 
В основном населяет мелкие воды до 100 метров глубины, но описан случай нахождения на глубине 4840 метров. Населяет разнообразные почвы (илистые, песчаные, каменистые). К грунту крепится при помощи биссуса.
Раковина моллюска достигает 7 см в длину и 7 см в ширину и имеет почти округлую форму. Створки пурпурно-красной окраски с волнистой, гладкой поверхностью. 12 рёбер отходят с вершины створки. Существует едва заметная структура концентрических годовых колец.